# Jens Kidman
Pour les articles homonymes, voir Kidman.
Jens Kidman, né le 8 juin 1966, est un chanteur de metal suédois originaire d'Umeå. Il est principalement connu pour être le chanteur du groupe de metal extrême Meshuggah. Il est aussi célèbre pour son chant guttural très agressif et pour sa remarquable présence scénique.

## Carrière musicale et style
Quand Kidman et Fredrik Thordendal, le guitariste du groupe, ont créé Meshuggah, Kidman se chargeait de la guitare rythmique et du chant. Il abandonnera plus tard la guitare, et cela même s'il a participé à la composition et à l'enregistrement de la guitare, la basse et de la boîte à rythmes sur l'album studio de 2005 Catch Thirtythree.
Son style vocal consiste en l'emploi de chants gutturaux et de cris agressifs. Il a évolué de manière distincte au fil de la carrière de Meshuggah. Les premiers albums de Meshuggah comme Destroy Erase Improve et Chaosphere montrent bien les cris et growls agressifs de Kidman. Les albums plus récents comme Nothing et Catch Thirtythree, comportent des cris plus rauques et robotiques, eux-aussi caractéristiques de Kidman.
Kidman travaille avec le reste de son groupe pour s'assurer que ses parties de chant soient le plus rythmique possible quand elles sont ajoutées au reste de la musique, il lui arrive même de réécrire complètement ses paroles dans ce but. La seule fois où on l'entend chanter en clair sur un titre de Meshuggah est sur la chanson Ritual de l'EP None. De temps en temps, il double ses parties de chant (une voix par-dessus l'autre). Il lui arrive d'écrire les paroles pour Meshuggah bien que Tomas Haake le batteur du groupe en soit l'auteur principal. Il a par exemple écrit les morceaux Terminal Illusions et Suffer in Truth de Destroy Erase Improve.

## Discographie avec Meshuggah

### Albums studio
- 1991 - Contradictions Collapse
- 1995 - Destroy Erase Improve
- 1998 - Chaosphere
- 2002 - Nothing
- 2005 - Catch Thirtythree
- 2006 - Nothing (Remix/Nouvelles parties guitare)
- 2008 - obZen
- 2008 - Destroy Erase Improve Reloaded (Re-release avec 5 titres bonus)
- 2012 - Koloss
- 2016 - The Violent Sleep of Reason
- 2022 - Immutable

### Démos
- 1989 - Ejaculation of Salvation
- 1991 - Promo 1991
- 1991 - All this Because of Greed
- 1993 - Promo 1993
- 1997 - True Human Design

### EP et singles
- 1989 - Meshuggah (Psykisk Testbild)
- 1994 - None
- 1995 - Selfcaged
- 2004 - I
- 2008 - Bleed

### Split
- 1996 - Hypocrisy/Meshuggah (split)[1]

### Compilations
- 1998 - Contradictions Collapse & None
- 2001 - Rare Trax
- 2009 - The Singles Collection
- 2016 - 25 Years of Musical Deviance

## Vidéographie avec Meshuggah

### DVD
- 2010 - Alive
- 2014 - The Ophidian Trek[1]

## Collaborations
Il a contribué à la partie chant de la chanson The Dream Is Over de l'album XIII du groupe de metal alternatif-metal industriel Mushroomhead.
Il a contribué à la partie chant de la chanson The Last Ballad of Damrod pour l'épisode 7 de la saison 2 de The Lord of The RingThe Rings of Power.